# Alexander Illarionowitsch Tudorowski
Alexander Illarionowitsch Tudorowski (russisch Александр Илларионович Тудоровский; * 12. Augustjul. / 24. August 1875greg. im Dorf Bulachow bei Koselez im Gouvernement Tschernigow; † 25. September 1963 in Leningrad) war ein russischer Physiker und Hochschullehrer.

## Leben
Tudorowski, Sohn eines Landvermessers, schloss das Tschernigower Gymnasium 1894 als Bester mit einer Goldmedaille ab. Er studierte dann an der Universität St. Petersburg in der mathematischen Abteilung der mathematisch-physikalischen Fakultät. Nach dem Abschluss 1897 arbeitete er in der Statistik-Abteilung des Departments für Zollgebühren des Finanzministeriums als Statistiker zur Auswertung des Außenhandels Russlands in den letzten 100 Jahren. Ab 1898 unterrichtete er Physik und Mathematik an mittleren Bildungseinrichtungen in St. Petersburg.
Als 1902 das St. Petersburger Polytechnische Institut (SPbPI) eröffnet wurde, lehrte Tudorowski dort Physik und Theoretische Mechanik. 1904, 1905 und 1908 wurde er für Auslandsstudien an die Universitäten Gießen, Göttingen und München geschickt. 1908–1913 hielt er Vorlesungen an der Michail-Artillerieakademie. Hier entstand sein Interesse an Optik und besonders an optischen Geräten und Artillerie-Zielvorrichtungen, zumal nach dem Russisch-Japanischen Krieg der große Bedarf deutlich wurde.
Nach dem Beginn des Ersten Weltkriegs erfuhr die russische Armee sogleich den Mangel an optischen Geräten, da die Einfuhr aus Deutschland unterbrochen war und die entsprechende Industrie in Russland fehlte. Daher begann eine Gruppe von Wissenschaftlern um Dmitri Roschdestwenski zusammen mit I. W. Grebenschtschikow und später G. G. Sljusarew, J. G. Jachontow, N. N. Katschalow, A. A. Lebedew und I. W. Obreimow in der Kaiserlichen Porzellanmanufaktur St. Petersburg optisches Glas herzustellen. Tudorowski richtete dort ein optisches Laboratorium ein und ein Rechenbüro. Auf der Grundlage der Arbeiten von Ernst Abbe entwickelte er die nötigen Rechenmethoden, die bis her nur von wenigen beherrscht wurden (A. N. Krylow, W. S. Ignatowski, A. L. Gerschun), weiter zur Verbesserung der optischen Systeme. Die Glasproduktion endete dort mit dem wirtschaftlichen Stillstand nach der Oktoberrevolution.
Auf Roschdestwenskis Initiative wurde 1918 das Optik-Institut (GOI) nun in Petrograd gegründet, dessen wissenschaftlicher Leiter Roschdestwenski wurde. Tudorowski mit seinem Laboratorium und Rechenzentrum wurde in das GOI eingegliedert. Daneben lehrte Tudorowski an der Universität Petrograd Geometrische Optik, Angewandte Optik und Theoretische Mechanik. Er leitete die Seminare für Theoretische Mechanik, Theoretische Elektrodynamik des Lichts und Mathematik. 1921–1924 hielt er eine Elektrodynamik-Vorlesung in der Militäringenieursakademie in Petrograd und leitete dort das Physik-Laboratorium. 1920–1930 beriet er das Petrograder Obuchow-Werk sowie auch das Elektrophysikalische Institut (1932–1933) und das Fernseh-Institut (1935–1937). 1933 wurde er Korrespondierendes Mitglied der Akademie der Wissenschaften der UdSSR (AN-SSSR). 1934 verlieh ihm das Präsidium der AN-SSSR den Doktor der physikalisch-mathematischen Wissenschaften.
Während des Deutsch-Sowjetischen Krieges wurde er mit dem GOI nach Joschkar-Ola evakuiert. Dort leitete er die Arbeiten der Abteilung für die Berechnung optischer Systeme für militärische Anwendungen. Er berechnete die Objektive für Panoramakameras für den Fronteinsatz insbesondere an der Leningrader Front und an der Wolchow-Front.
Danach arbeitete Tudorowski weiter im GOI und leitete die optische Abteilung (bis 1961). Er war Mitherausgeber des Journals für Technische Physik und der Optomechanischen Industrie sowie Leiter der staatlichen Prüfungskommission des Leningrader Instituts für Mechanik und Optik (LITMO). Seine langjährigen Erfahrungen fasste er in der zweibändigen Monografie zur Theorie optischer Geräte zusammen. In seinen letzten Jahren untersuchte er optische Gitter mit Lichteinfall aus beliebigen Richtungen. Zusammen mit G. G. Sljusarew entwickelte er Fresnel-Zonenplatten. Tudorowski begründete eine Schule von Optik-Spezialisten, zu denen insbesondere J. G. Jachontow, G. G. Sljusarew, J. N. Zarewski, D. S. Wolossow und D. J. Halpern gehörten.

## Ehrungen
- Ehrenzeichen der Sowjetunion (1939)
- Stalinpreis III. Klasse (1942) für neuartige Fotoobjektive für die Luftfahrt
- Leninorden (1943, 1945, 1953)
- Orden des Roten Banners der Arbeit (1945)
- Stalinpreis III. Klasse (1946) für neuartige Luftaufnahmeobjektive
- Verdienter Wissenschaftler der RSFSR (1956)